# Jelena Volčecká
Jelena Vladimirovna Volčecká (rusky Елена Владимировна Волчецкая; 4. prosince 1944, Grodno, Běloruská sovětská socialistická republika) je bývalá sovětská sportovní gymnastka běloruského původu. Na Letních olympijských hrách 1964 v Tokiu získala zlatou medaili ve víceboji družstev.